# Maciej Bartodziejski
Maciej Bartodziejski (ur. 15 października 1973 w Łodzi) – polski siatkarz, a obecnie trener siatkarski.

## Kariera siatkarska
Karierę zawodniczą rozpoczynał w Resursie Łódź. Potem reprezentował barwy Bzury Ozorków i SPS Zduńska Wola. W sierpniu 1996 roku został zawodnikiem Skry Bełchatów.
W wieku juniorskim reprezentował biało-czerwone barwy na arenie międzynarodowej. Uczestniczył m.in. w Mistrzostwach Europy Juniorów w Poznaniu w 1992 roku.
W 1999 roku z bełchatowskim zespołem uzyskał promocję do Serii A I ligi, jednak po roku spadł z nim do niższej klasy. Po rocznej grze na tym szczeblu z drużyną awansował do Polskiej Ligi Siatkówki, zdobywając w sezonie 2001/2002 brązowy medal mistrzostw Polski. W Skrze w najwyższej klasie ligowej występował do 2003 roku. Do sezonu 2008/2009 grał w zespole Pamapol Siatkarz Wieluń, grającym w I lidze, z którym wywalczył awans do Polskiej Ligi Siatkówki.
Od stycznia 2018 roku grał w zespole ULKS MOSiR Sieradz, który w 2016 roku prowadził. Został zakontraktowany w Sieradzu w obliczu przedłużającej się kontuzji podstawowego rozgrywającego sieradzan – Patryka Spychały.

### Sukcesy
I liga:
- 2009
- 1999, 2001

Polska Liga Siatkówki:
- 2002

## Kariera trenerska
W maju 2009 roku związał się kontraktem ze Skrą Bełchatów, gdzie do 2013 roku był asystentem trenera Jacka Nawrockiego.
Przed rozpoczęciem sezonu 2014/2015 objął pierwszoligowy zespół siatkarek ŁKS-u Łódź, z którym w 2016 r. awansował do rozgrywek PlusLigi, jednak na początku kolejnego sezonu, w październiku 2016, złożył rezygnację. Od grudnia 2016 prowadził drugoligowy męski zespół ULKS MOSIR Sieradz. W lutym 2017 dołączył do sztabu Legionovii Legionowo, początkowo pomagał w prowadzeniu drużyny Robertowi Strzałkowskiemu, lecz później został I trenerem. W listopadzie 2017 roku na tym stanowisku zastąpił go Piotr Olenderek.
W lipcu 2018 został I trenerem występującego w Lidze Siatkówki Kobiet KSZO Ostrowiec Świętokrzyski, jednak w sierpniu tego samego roku klub ogłosił, że Bartodziejski nie rozpocznie pracy z ostrowiecką drużyną z przyczyn osobistych.

### Sukcesy
I liga kobiet:
- 2016